# Paraphlegopteryx moselyi
Paraphlegopteryx moselyi är en nattsländeart som beskrevs av Weaver, Iii 1999. Paraphlegopteryx moselyi ingår i släktet Paraphlegopteryx och familjen kantrörsnattsländor. Inga underarter finns listade i Catalogue of Life.